# Šmuel ibn Tibon
Šmuel ben Jehuda ibn Tibon (hebrejsky שמואל בן יהודה אבן תיבון; jiný přepis ibn Tibbon; 1150–1230) byl židovský lékař, filozof a překladatel. Narodil se v obci Lunel (Languedoc, Francie), zemřel v Marseille. Byl synem významného překladatele Jehudy ibn Tibona. Proslavil se hlavně překladem Maimonidova Průvodce tápajúcich do hebrejštiny.